# Abha
Abha (en árabe أبها) es una ciudad saudita en la provincia de Asir, de la que es capital. En 2004 tenía una población de 201 912 habitantes. Está situada a 2 200 metros de altitud, en el suroeste de la península arábiga cerca del parque nacional Asir. El gobierno la ha promocionado como lugar turístico a nivel nacional, dado su clima moderado y la cercanía a espacios naturales.